# 大野佳之
大野 佳之（おおの よしゆき）は、日本のフリースタイルスキー選手。
埼玉県所沢市と川場スキー場内にあるフリースタイルスキープロショップ「JOCKS」を経営。
東所沢店舗に併設してボルダリング＆トランポリンスタジオ「PeakToPeakGAREGE」も経営

## 人物
日本のトップフリースタイルスキー選手として活躍。
FromA Snow Ridersのメンバーとして、日本テレビの番組「過激にSNOW RIDING」に出演。
庄司克史、モヒカン小林、小林久泰との4人でスキーユニット「チームZERO」を結成。
川場モーグルスクール校長

## 戦歴
- 1991年全日本フリースタイルスキー選手権大会優勝

## 出演

### テレビ
- 過激にSNOW RIDING(日本テレビ)

### ビデオ
- ZERO-1(ポニーキャニオン)
- ZERO-2(ポニーキャニオン)
- ZERO-3(ポニーキャニオン)
- ZERO-0(ポニーキャニオン)

(チームZEROのメンバーとして出演)
| スタブアイコン | サブスタブ | この項目は、まだ閲覧者の調べものの参照としては役立たない、スポーツ関係者に関連した書きかけの項目です。この項目を加筆・訂正などしてくださる協力者を求めています（P:スポーツ/PJ:スポーツ人物伝）。 |